# Équipe de Hongrie masculine de volley-ball
Cet article traite de l'équipe masculine. Pour l'équipe féminine, voir Équipe de Hongrie féminine de volley-ball.
L'équipe de Hongrie de volley-ball est composée des meilleurs joueurs hongrois sélectionnés par la Fédération hongroise de Volley-Ball (Magyar Röplabda Szövetség, FMRS). Elle est actuellement classée au 65e rang de la FIVB en octobre 2019.

## Sélection actuelle
Sélection pour les Qualifications aux championnats d'Europe de 2011.
Entraîneur : Sándor Kántor  ; entraîneur-adjoint : Péter Zarka 

## Palmarès et parcours

### Palmarès
| - Jeux olympiques · – - Championnats du monde · – - Championnats d'Europe - : 1963 - : 1950 - Coupe du monde · – - Ligue mondiale · – - Ligue européenne · – | \| Compétition \| Médaille d'or \| Médaille d'argent \| Médaille de bronze \| Total \| \| --------------------- \| ------------- \| ----------------- \| ------------------ \| ----- \| \| Jeux olympiques \| 0 \| 0 \| 0 \| 0 \| \| Championnats du monde \| 0 \| 0 \| 0 \| 0 \| \| Championnats d'Europe \| 0 \| 1 \| 1 \| 2 \| \| Coupe du monde \| 0 \| 0 \| 0 \| 0 \| \| Ligue mondiale \| 0 \| 0 \| 0 \| 0 \| \| Ligue européenne \| 0 \| 0 \| 0 \| 0 \| \| Total \| 0 \| 1 \| 1 \| 2 \| |                   |                    |       |
| Compétition | Médaille d'or | Médaille d'argent | Médaille de bronze | Total |
| Jeux olympiques | 0 | 0                 | 0                  | 0     |
| Championnats du monde | 0 | 0                 | 0                  | 0     |
| Championnats d'Europe | 0 | 1                 | 1                  | 2     |
| Coupe du monde | 0 | 0                 | 0                  | 0     |
| Ligue mondiale | 0 | 0                 | 0                  | 0     |
| Ligue européenne | 0 | 0                 | 0                  | 0     |
| Total | 0 | 1                 | 1                  | 2     |

### Parcours

#### Jeux Olympiques
| - 1964 : 6e - 1968 : Non qualifiée - 1972 : Non qualifiée - 1976 : Non qualifiée - 1980 : Non qualifiée - 1984 : Forfait - 1988 : Non qualifiée - 1992 : Non qualifiée - 1996 : Non qualifiée - 2000 : Non qualifiée | - 2004 : Non qualifiée - 2008 : Non qualifiée - 2012 : Non qualifiée - 2016 : Non qualifiée - 2020 : - 2024 : - 2028 : |

#### Championnats du monde
| - 1949 : 7e - 1952 : 5e - 1956 : 8e - 1960 : 6e - 1962 : 7e - 1966 : 10e - 1970 : 11e - 1974 : Non qualifiée - 1978 : 14e - 1982 : Non qualifiée | - 1986 : Non qualifiée - 1990 : Non qualifiée - 1994 : Non qualifiée - 1998 : Non qualifiée - 2002 : Non qualifiée - 2006 : Non qualifiée - 2010 : Non qualifiée - 2014 : Non qualifiée - 2018 : Non qualifiée - 2022 : |

#### Championnats d'Europe
| - 1948 : Non qualifiée - 1950 : Troisième - 1951 : Non qualifiée - 1955 : 7e - 1958 : 5e - 1963 : Finaliste - 1967 : 6e - 1971 : 5e - 1975 : 11e - 1977 : 4e | - 1979 : 8e - 1981 : Non qualifiée - 1983 : 11e - 1985 : Non qualifiée - 1987 : Non qualifiée - 1989 : Non qualifiée - 1991 : Non qualifiée - 1993 : Non qualifiée - 1995 : Non qualifiée - 1997 : Non qualifiée | - 1999 : Non qualifiée - 2001 : 9e ex æquo - 2003 : Non qualifiée - 2005 : Non qualifiée - 2007 : Non qualifiée - 2009 : Non qualifiée - 2011 : Non qualifiée - 2013 : Non qualifiée - 2015 : Non qualifiée - 2017 : Non qualifiée | - 2019 : Non qualifiée - 2021 : |

#### Coupe du monde
| - 1965 : 7e - 1969 : Non qualifiée - 1973 : Annulé - 1977 : Non qualifiée - 1981 : Non qualifiée - 1985 : Non qualifiée - 1989 : Non qualifiée - 1991 : Non qualifiée - 1995 : Non qualifiée | - 1999 : Non qualifiée - 2003 : Non qualifiée - 2007 : Non qualifiée - 2011 : Non qualifiée - 2015 : Non qualifiée - 2019 : Non qualifiée |

#### Ligue mondiale
Aucune participation

#### Ligue européenne
| - 2004 : Non qualifiée - 2005 : Non qualifiée - 2006 : Non qualifiée - 2007 : Non qualifiée - 2008 : Non qualifiée - 2009 : Non qualifiée - 2010 : Non qualifiée - 2011 : Non qualifiée - 2012 : Non qualifiée - 2013 : 12e | - 2014 : Non qualifiée - 2015 : Non qualifiée - 2016 : Non qualifiée - 2017 : 6e - 2018 : 19e - 2019 : 17e ex æquo - 2020 : Annulé |